# Гиббенет, Николай Александрович
Никола́й Алекса́ндрович Гиббене́т  (1827—27 января 1897) — русский историк, архивист, писатель, источниковед.
21 июля 1850 года Гиббенет был зачислен помощником столоначальника в Санкт-Петербургский главный архив Министерства иностранных дел. а 1 апреля 1860 года Николай поступил на службу в Государственный архив МИД в качестве младшего архивариуса, а впоследствии был назначен делопроизводителем VI класса, сменив умершего Пекарского. B 1864–1868 годах Гиббенет вместе с Пекарским  участвовал в разборке и описании документов Государственного архива МИД. В своих воспоминаниях Пекарский писал о Гиббенете: «трудолюбивый, знающий разбирать старинные почерки и, при всей ограниченности образования и медлительности, какой я редко встречал, человек несомненно полезный и честно потрудившийся при разборке подмоченных бумаг, ядовитая пыль которых лезла в горло, глаза и нос; по неделям у него веки у глаз были совершенно красные, а глаза были близки к воспалительному состоянию».
Приблизительно в начале 1876 года Гиббенет занялся разбором документов «Дела о Патриархе Никоне», которое он считал как «важнейшее и самое секретное»  из судебно-следственных производств Приказа тайных дел. В качестве инициатора издания документов «Дела о Патриархе Никоне» Гиббенет называл директора Государственного и Санкт-Петербургского главного архивов МИД К. К. Злобина. 8 января 1878 года Николай Александрович составил докладную записку государственному канцлеру А. М. Горчакову, в которой он пишет, что намерен «издать в свет бумаги Приказа тайных дел»  и получил от Горчакова на это разрешение с условием, что осуществит издание не на средства Министерства иностранных дел, но средств у Гиббенета не было. Николай Александрович за помощью обратился к директору МГА МИД барону Ф. А. Бюлеру. В письме Бюлеру 10 января 1878 года Гиббенет писал, что «дела, касающиеся до Патриарха Никона, разобраны окончательно, вполне составлены и каждый столбец отделен и подробно описан». Николай Александрович  также писал, что «Средства мои очень ограничены, я имею большое семейство, – из числа моих детей трое учащихся, – поэтому я не всегда могу уделять от моего жалованья на покупку нужных мне книг». Многие документы были недоступны, для их публикации требовалось специальное разрешение. Гиббенет в течение нескольких лет систематизировал и приводил в порядок документы из дела патриарха Никона. Результатом кропотливого труда Гиббенета стало издание в 1882 году первого тома «Историческое исследование дела патриарха Никона» с опубликованием в нём исторических первоисточников-документов, связанных с Никоном. В 1884 году был издан второй том. Завершить подготовку третьего тома «Исторического исследования» Гиббенету не удалось. Изданием своего фундаментального исследования Гиббенет оказал, по словам М. В. Зызыкина, «огромную услугу» исторической науке.

## Труды
- Гиббенет Н. Историческое исследование дела патриарха Никона. Ч. 1. 1882
- Гиббенет Н. Историческое исследование дела патриарха Никона. Ч. 2. 1884